# Scopula quinquelineata
Scopula quinquelineata är en fjärilsart som beskrevs av Alpheus Spring Packard 1876. Scopula quinquelineata ingår i släktet Scopula och familjen mätare. Inga underarter finns listade.